# Matthias Hawdon
Matthias Hawdon est un organiste et compositeur anglais, né en 1732 et mort à Newcastle upon Tyne en mars 1787.

## Biographie
Après avoir été quelque temps organiste à Beverley Minster dans le Yorkshire, Matthias Hawdon fut titulaire des orgues de l’église Saint Nicolas à Newcastle upon Tyne où il fut enterré. Il appartient, avec entre autres Avison et Garth, à un groupe de compositeurs vivant dans la région de Newcastle-Durham. 
Il composa quelques recueils de chants, des pièces pour orgue, deux concertos pour orgue ou clavecin, et surtout 6 « Conversation Sonatas » op. 2 (vers 1776), pour clavecin ou pianoforte, deux violons et violoncelle, qui ont contribué à la naissance du quatuor à clavier.